# Парк несврстаним земљама
Парк несврстаним земљама је јавни градски парк у граду Београду у општини Стари град.

## Опште карактеристике
Парк се налази у Фрушкогорској улици, у близини Бранковог моста и окружен је дрворедом. До парка се из Карађорђеве улице може попети Малим степеницама.
У оквиру парка налази се Обелиск несврстаних земаља који је подигнут поводом Београдске конференције која је одржана од 1. до 6. септембра 1961. године у Београду. Четворостубан је, сужава се ка врху, а висок је 27 метара. Обновљен је у августу 1989. године поводом Девете конференције несврсратних земаља. На табли испод Великог грба Београда на српском и енглеском језику пише:
„Обелиск подигнут септембра 1961. године поводом Прве конференције несврстаних земаља. Обновљен августа 1989. године поводом Девете конференције несврстаних земаља”.